# Brian Udaigwe
Brian Ngozi Udaigwe (ur. 19 lipca 1964 w Tiko) – kameruński duchowny katolicki, arcybiskup, nuncjusz apostolski w Etiopii.

## Życiorys
2 maja 1992 otrzymał święcenia kapłańskie i został inkardynowany do diecezji Orlu. W 1992 rozpoczął przygotowanie do służby dyplomatycznej na Papieskiej Akademii Kościelnej.
22 lutego 2013 papież mianował go nuncjuszem apostolskim oraz arcybiskupem tytularnym Suelli. 8 kwietnia 2013 został skierowany do nuncjatury w Beninie. Sakry biskupiej udzielił mu 27 kwietnia 2013 Sekretarz Stanu - kardynał Tarcisio Bertone. 16 lipca 2013 został jednocześnie akredytowany w Togo.
13 czerwca 2020 został przeniesiony do nuncjatury apostolskiej w Sri Lance.
12 kwietnia 2025 został mianowany nuncjuszem apostolskim w Etiopii.